# Божићна прича (филм из 1910)
Божићна прича (енгл. A Christmas Carol) амерички је црно-бели неми хорор филм из 1910. године, редитеља Џ. Сирла Доулија, са Марком Макдермотом, Чарлсом Стантоном Оглом и Вилијамом Бехтелом у главним улогама. Представља адаптацију новеле Божићна прича (1843) аутора Чарлса Дикенса.
Филм је премијерно приказан 23. децембра 1910. године, у дистрибуцији продуцентске куће Edison Manufacturing Company.

## Радња
На Бадњи дан, богати, али шкрти старац, Ебенизер Скруџ, одбија да пружи донацију добротворном комитету, који прикупља новац како би обезбедио храну и грејање за сиромашне. Одмах након тога, непристојно одбија позив на вечеру код свог нећака Фреда. На Бадње вече, Скруџа ће посетити три духа, а оно што ће му показати, заувек ће га променити.

## Улоге
| Глумац            | Улога               |
| ----------------- | ------------------- |
| Марк Макдермот    | Ебенизер Скруџ      |
| Чарлс Стантон Огл | Боб Крачит          |
| Вилијам Бехтел    |                     |
| Вајола Дејна      |                     |
| Кери Ли           |                     |
| непознати глумац  | Фред, Скруџов нећак |
| Ширли Мејсон      |                     |